# Мариненков, Иван Семёнович
Иван Семёнович Мариненков — советский хозяйственный, государственный и политический деятель, Герой Социалистического Труда.

## Биография
Родился в 1932 году в селе Торопино. Член КПСС.
С 1947 года — на хозяйственной, общественной и политической работе. В 1947—1996 гг. — в колхозной артели «Заветы Ильича» (Оленинский район), на лесокомбинате в посёлке Луза Кировской области, штукатур в головном ремонтно-восстановительном поезде № 38, бригадир комплексной бригады ремонтно-восстановительного поезда № 38 управления строительства «Тюменстройпуть» Министерства транспортного строительства СССР в городе Тобольск Тюменской области.
Указом Президиума Верховного Совета СССР от 7 мая 1971 года присвоено звание Героя Социалистического Труда с вручением ордена Ленина и золотой медали «Серп и Молот». За архитектуру железнодорожного вокзала в Тобольске в составе коллектива удостоен премии Ленинского комсомола в области литературы, искусства, журналистики и архитектуры 1975 года.
Избирался депутатом Верховного Совета РСФСР 8-го и 9-го созывов.
Умер в 2012 году в Тобольске.